# لوسا (فینه)
لوسا (به آلمانی: Lossa) یک منطقهٔ مسکونی در آلمان است که در فینه واقع شده‌است. لوسا ۸۲۵ نفر جمعیت دارد.